# Apomempsis similis
Apomempsis similis là một loài bọ cánh cứng trong họ Cerambycidae.